# الشابة يمينة
الشابة يمينة فنانة ومغنية جزائرية تؤدي الطابع الشاوي والسطايفي وإسمها الكامل يمينة جلول من مواليد 31 أوت 1960 بقسنطينة وتعود أصولها إلى عين مليلة، وهي الزوجة السابقة للفنان علاوة زرماني

## أعمال
- 1991 عينيك يا عينيك[4]
- أرواح أرواح[5]